# Argentré

Argentré este o comună în departamentul Mayenne, Franța. În 2009 avea o populație de 2,625 de locuitori.